# Lantbruksstyrelsen (Sverige)
Lantbruksstyrelsen var ett svenskt centralt ämbetsverk som hade tillsyn över politiska intressen i Sveriges jordbruk som existerade från den 1 januari 1890 till den 30 juni 1991, varefter dess uppgifter överfördes till Jordbruksverket.

## Historia
Lantbruksstyrelsen var ett av de först till Civildepartementet, sedan 1900 till det då upprättade Jordbruksdepartementet hörande centrala ämbetsverken. Det började sin verksamhet enligt instruktion från 13 december 1889. En förnyad instruktion utfärdades den 2 oktober 1908. Enligt denna hade styrelsen att med uppmärksamhet följa allmäntillståndet för lantbruket (samt dess binäringar) och fiskerinäringen. Ämbetsverket hade därför rätt att vidtaga, eller hos K. M:t (det vill säga regeringen) föreslå åtgärder, som skulle kunna främja dessa näringar.
Till det nya ämbetsverket överflyttades från Lantbruksakademiens förvaltningskommitté ärenden rörande lantbruksläroverken, mejeriundervisningen, statens landtbruksingenjörer och stipendiater, statens fiskeritjänstemän och torvingenjörer, statskonsulenter och instruktörer inom lanthushållningen. Även ärenden rörande husslöjd, lantbrukskonsulenter i England, kemiska stationerna för jordbrukets och näringarnas behov, frökontrollanstalterna med mera, fonden för svenska hornboskaps- och fåravelns förädling (medlen förvaltades av Statskontoret) flyttades till det nya ämbetsverket. Styrelsen hade även till uppgift att årligen till chefen för Jordbruksdepartementet avge rapporter om hushållningssällskapen, med vilka styrelsen skulle stå i oavbruten förbindelse, och om lantbruksskolorna. 
En annan uppgift för Lantbruksstyrelsen var att gemensamt med Väg- och vattenbyggnadsstyrelsen till K. M:t avge utlåtande i frågor, som berörde statsunderstöd för avdiknings-, odlings- och frostminskningsföretag samt kontrollera och godkänna med statslån utförda odlingsarbeten. Senare fick styrelsen också på sitt bord frågor om de allmänna lantbruksmötena (oktober 1892) samt ledningen av kampen mot tuberkulos hos husdjuren. Till styrelsen hörde under en lång tid inte ärenden rörande veterinärväsendet eller hästaveln. 
Styrelsen utgjordes av en överdirektör och chef samt fyra byråchefer, nämligen en för lantbruks-, en för agrikulturtekniska, en för fiskeri- och en för kansli- och ekonomiska ärenden. Därjämte var från 1897 en extra tjänsteman anställd i tuberkulosärenden. Styrelsen hade också ett antal kvinnliga skrivbiträden anställda på 1800-talet. Årligen utgavs "Landtbruksstyrelsens underdåniga berättelse", en serie "Meddelanden från Kungliga Landtbruksstyrelsen" samt under sommarmånaderna rapporter över årsväxten. 

### Lantbruksrådet 1918-1928
1918 inrättades ett till Lantbruksstyrelsen ett anknytet statligt organ, med namnet Lantbruksrådet. Rådet hade i uppgift att yttra sig om och ge förslag i prövade ärenden som rörde Lantbruksstyrelsens verksamhet. Lantbruksrådet var verksamt fram till 1928 då rådet indrogs.

### Förändringar 1948
1948 fattade riksdagen beslut om en sammanslagning av Lantbruksstyrelsen och Egnahemsstyrelsen. Efter ett beslut av 1947 års riksdag inrättades ett antal lokala statliga lantbruksnämnder. En omorganisering av ämbetsverket skedde genom indelningen i två huvudavdelningar, en rationaliseringsavdelning och en lantbruksavdelning. Därtill utfärdades en ny instruktion för ämbetsverket. Enligt denna skulle en generaldirektör vara chef för ämbetsverket och tillika ordförande i Lantbruksstyrelsen. Två överdirektörer var underställda generaldirektören. Utöver generaldirektören och överdirektörerna bestod Lantbruksstyrelsen av ytterligare fyra ledamöter.

### Lantbruksnämnderna
En central lantbrukskommittés utredning föreslog inrättandet av lantbruksnämnder Den skedde efter ett principiellt beslut av 1944 års riksdag om viss omorganisation av hushållningssällskapen. Förslaget om inrättandet av lantbruksnämnder antogs av 1947 års riksdag. En lantbruksnämnd upprättades för vart och ett av de tjugosex hushållningssällskapsområden som landet var indelat i. En lantbruksdirektör svarade för ledningen av lantbruksnämnden.
Lantbruksnämnderna hade fyra olika avdelningar. För frågor som rörde jordbrukets rationalisering fanns en avdelning för jordbrukets yttre rationalisering (frågor som rör förbättring av jordbrukens bärkraft), och en för inre rationalisering (bland annat frågor som rör nyodling och investeringar för modernisering av jordbruket). Därtill fanns en lantbruksingenjörsavdelning, och en administrationsavdelning. 

### Lantbruksstyrelsen upphör
1991 inrättades Statens jordbruksverk och Lantbruksstyrelsen avvecklades då dess uppgifter överfördes till den nya förvaltningsmyndigheten.

## Överdirektörer och chefer
- Theodor Odelberg         1889 - 1899
- Melcher von Feilitzen    1899 - 1911
- Wilhelm Flach            1912 - 1918

## Generaldirektörer och chefer
- Wilhelm Flach           1918 - 1920
- Erik Insulander         1920 - 1938
- Hakon Sylvan            1938 - 1948
- Erik Lindeberg          1948 - 1953
- Carl Henrik Nordlander  1953 - 1957 (tillförordnad 1952 till 1953)
- Sam B. Norup   1957 - 1962
- Börje Lundgren          1962 - 1966
- Gustav Ytterborn        1966 - 1967
- Ingvar Widén            1968 - 1986
- Allan Johansson             1986 - 1989
- Alf Wallin              1989 - 1991 (tillförordnad)

### Webbkällor
- Svensk uppslagsbok, 1955